# Michal Kováč
Michal Kováč [mixal kɔvaːt͡ʃ ], né le 5 août 1930 à Ľubiša et mort le 5 octobre 2016 à Bratislava, est un homme d'État slovaque, membre du  Mouvement pour une Slovaquie démocratique (HZDS) et président de la République de 1993 à 1998.
Il étudie à l'École supérieure d'économie de Bratislava, puis travaille dans le secteur bancaire pendant plus de trente ans, entre 1956 et 1989. Il est exclu en 1970 du Parti communiste à la suite du printemps de Prague.
En 1989, il devient ministre slovaque des Finances et occupe ce poste deux ans. Il participe par la suite à la fondation du HZDS avec Vladimír Mečiar. Il est désigné en 1992 président de l'Assemblée fédérale tchécoslovaque et participe en conséquence aux négociations qui aboutissent à la dissolution de la Tchécoslovaquie.
Il est élu en février 1993 premier président de la République de la Slovaquie indépendante après l'échec du premier candidat du HZDS. Très vite il prend ses distances avec Mečiar qui dirige le gouvernement, et devient un de ses plus fervents opposants. Son quinquennat est marqué par les affrontements, désaccords et humiliations qui culminent en 1995 avec l'enlèvement de son fils en Autriche, attribué au président du gouvernement.
Son mandat s'achève en 1998 sans que le Conseil national ne lui ait élu de successeur. En 1999, il postule à l'élection présidentielle au suffrage direct mais se retire pour faire barrage à Mečiar. Il se retire ensuite de la vie politique, souffrant de la maladie de Parkinson.

## Biographie

### Formation et vie professionnelle
Il adhère en 1948 au Parti communiste tchécoslovaque (KSČ) et s'inscrit trois ans plus tard à l'École supérieure d'économie. Il y sera diplômé.
En 1956, il intègre la filiale slovaque de la Banque nationale tchécoslovaque (ČNB), puis il part à Cuba en 1965 pour enseigner la modernisation de la centralisation économique. Il s'installe deux ans plus tard à Londres pour diriger la succursale de la banque Živnostenská banka.
Apprenant en 1969 qu'il ne sera pas candidat au poste de gouverneur de la banque centrale fédérale alors qu'il avait commencé à faire des déplacements réguliers à Prague à ce propos, il est ensuite expulsé du Parti communiste tchécoslovaque au cours des purges qui suivent le printemps de Prague. Il est alors rétrogradé dans un bureau sans travail puis comme chef de section d'une agence et enfin comme caissier jusqu'en 1989.

### Débuts en politique et ascension
Il entre en politique après la révolution de Velours. Il est ainsi nommé ministre des Finances de la République slovaque fédérée en décembre 1989 et se voit reconduit après les élections libres de juin 1990 dans le gouvernement de Vladimír Mečiar.
Relevé de ses fonctions en mai 1991 à la suite de la chute de Mečiar, il fonde avec lui le Mouvement pour une Slovaquie démocratique (HZDS). Après les élections de juin 1992, il devient président de l'Assemblée fédérale tchécoslovaque. À ce poste, il se distingue alors par ses qualités de négociateur avec les dirigeants tchèques et sa liberté d'esprit. À plusieurs reprises, sa médiation permet d'éviter la rupture des négociations entre Mečiar et le président du gouvernement tchèque Václav Klaus au sujet de la dissolution de la Tchécoslovaquie.

### Président de la République slovaque

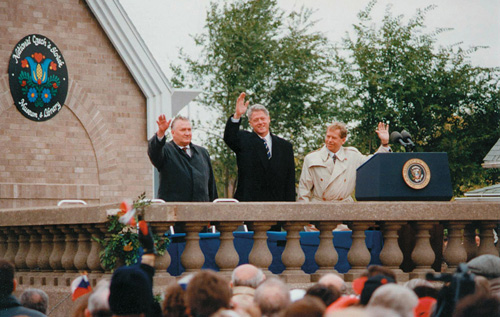
Michal Kováč, Bill Clinton et Václav Havel au musée national tchèque et slovaque de Cedar Rapids en 1995.

#### Candidat de compromis
La Slovaquie ayant acquis son indépendance au 1er janvier 1993, une élection présidentielle est rapidement convoquée. Au cours des deux premiers tours de scrutin, le candidat du HZDS Roman Kováč (sk) échoue à atteindre la majorité constitutionnelle requise de 90 voix au Parlement. Certains députés du parti suggèrent alors de présenter la candidature de l'ancien président de l'Assemblée fédérale.
Michal Kováč postule et se trouve donc élu président de la République slovaque par le Conseil national le 15 février 1993, par 106 voix pour et aucune opposition. Il ne fait pas le plein parmi les élus du HZDS mais peut compter sur le vote favorable du Parti de la gauche démocratique (SDĽ) et du Parti national slovaque (SNS). Il prend ses fonctions le 2 mars, à 62 ans.

#### Opposant acharné à Vladimír Mečiar
Au cours de son mandat de cinq ans, il s'oppose régulièrement au président du gouvernement Vladimír Mečiar, dont l'autoritarisme isole le pays de la communauté internationale. Ainsi en mars 1993 il refuse de nommer certains ministres après que le HZDS a constitué une coalition parlementaire fragile avec le SNS.
Au début de l'année 1994, il met pour la première fois publiquement en cause le président du gouvernement lors d'un discours devant le Conseil national, l'accusant d'être « incapable de coopérer comme un partenaire et de mener un dialogue correct » et reprochant que son caractère ne lui permet de travailler qu'avec des gens qui pensent la même chose que lui. 
En mars suivant, les députés approuvent une motion de censure et Kováč désigne l'ancien ministre des Affaires étrangères Jozef Moravčík pour former le nouveau gouvernement ; Mečiar réclame alors la démission du chef de l'État. Dans un entretien accordé au début du mois d'avril au quotidien espagnol El País, il décrit la tendance de l'ancien président du gouvernement à vouloir renforcer un « style autoritaire » et exprime son désaccord avec « ses pratiques politiques », lui reprochant de « ne pas comprendre [son] autonomie en tant que président de la République ».
Toutefois le 5 octobre suivant, le HZDS ayant remporté les législatives anticipées, le président de la République doit renommer Mečiar à la tête de l'exécutif, alors que ce dernier ne s'est pas déplacé à leur entretien et que ses deux représentants ont proposé à Kováč de remettre sa démission « en signe d'apaisement ». Il nomme, près de deux mois et demi plus tard, le gouvernement Mečiar III, réunissant le Mouvement pour une Slovaquie démocratique, le Parti national slovaque et l'Union des ouvriers de Slovaquie (ZRS), qui remet en cause l'indépendance de la radio-télévision publique et de l'agence de presse TASR.

#### Un président harcelé
En 1995, le président du gouvernement multiplie les attaques et humiliations à son encontre. Il divise par deux le budget de la présidence de la République, ce qui contraint le chef de l'État à procéder à des licenciements parmi ses collaborateurs, et l'accuse d'avoir « porté atteinte à la bonne réputation » du pays après avoir approuvé les propos d'un membre du Congrès des États-Unis concernant le manque de liberté d'expression en Slovaquie.
Le 17 mai, 15 000 manifestants se rassemblent sur la place Hlavné námestie à Bratislava à l'appel des partis d'opposition afin de montrer leur appui au président de la République. Il bénéficie également du soutien de l'Église catholique et de la communauté internationale.
Son fils, Michal Kováč, est enlevé à Bratislava par des hommes armés le 31 août alors qu'il circule à bord de sa voiture. Victime de mauvais traitements, il est retrouvé six heures plus tard en Autriche par la Gendarmerie fédérale après un appel anonyme. Les soupçons de responsabilité se sont toujours portés sur Mečiar qui a décrété une amnistie en lien avec cette affaire lors de son intérim présidentiel entre mars et octobre 1998. À l'époque président du Conseil national, Ivan Gašparovič confie au chef de l'État qu'il est certain « à 90 % » de la responsabilité du président du gouvernement. En avril 2017, le Conseil national a approuvé par 129 voix sur 144 exprimées la révocation de l'amnistie.
Il refuse en 1996 de signer une loi anti-subversion, car elle aurait eu selon lui pour effet de restreindre la liberté d'expression.

### Après la présidence
Dans les derniers mois de son mandat le HZDS installe face au palais Grassalkovitch une horloge géante réalisant le compte à rebours jusqu'à l'expiration de son quinquennat.
Son mandat prend fin le 2 mars 1998 sans successeur élu. Mečiar, à qui il revient d'exercer l'intérim, sait en effet qu'il ne dispose pas de la majorité requise pour être élu et maintient le blocage électoral au Conseil national. Après plus de quatorze mois d'intérim et une modification constitutionnelle, une élection présidentielle au suffrage universel direct est convoquée le 15 mai 1999. Kováč y postule sans étiquette et fait partie des candidats perçus comme proche du nouveau gouvernement libéral, europhile et atlantiste. Il se retire à quelques jours du premier tour, afin de faire barrage à Mečiar, qui sera nettement défait au second tour.

### Mort
Atteint de la maladie de Parkinson, il se tient à l'écart de la vie publique. Dans les semaines qui précèdent son décès, il est régulièrement admis à l'hôpital. Il meurt le 5 octobre 2016, à 86 ans, des suites d'une insuffisance cardiaque.
À l'annonce de sa mort, le président de la République Andrej Kiska lui rend hommage en déclarant « il a aidé à maintenir la Slovaquie sur la voie qui l'a finalement menée à la famille européenne des Nations et États libres », estimant que sa présidence avait été « un affrontement impitoyable et brutal avec pour enjeu la nature et l'avenir de la Slovaquie ». Parmi les nombreux hommages qui lui sont rendus, l'ancien conseiller du HZDS, Fedor Flašík, présente ses excuses pour l'installation de l'horloge de compte à rebours et exprime sa tristesse.